# Edward Levy-Lawson
Edward Levy-Lawson (28 décembre 1833 - 9 janvier 1916) est un patron de presse anglais. 

## Biographie

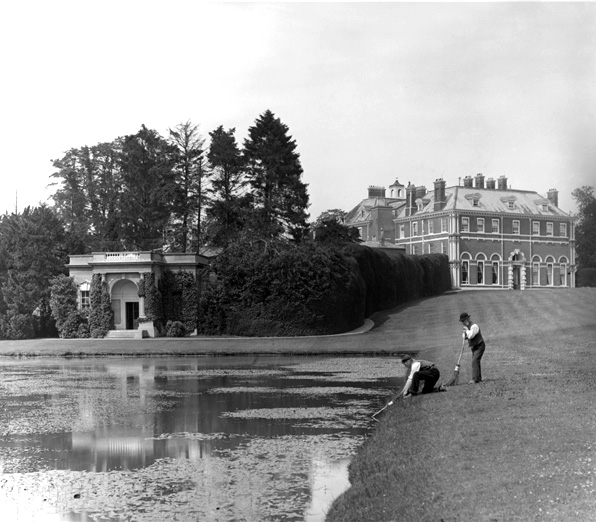
Le domaine Hall Barn

Edward Levy-Lawson est né Edward Levy, à Londres, le 28 décembre 1833, fils de Joseph Moses Levy et de son épouse Esther Cohen. En décembre 1875, son nom est légalement changé en Levy-Lawson. Il fait ses études à l'University College School de Hampstead, à Londres. Son père a acquis le Daily Telegraph - connu sous le nom de The Daily Telegraph and Courier - en 1855, quelques mois seulement après sa fondation. Levy-Lawson est rédacteur en chef et contrôle le journal bien avant la mort de son père en 1888. À partir de 1885, il en est le seul dirigeant et le renomme Daily Telegraph et devient encore plus influent que son père sur Fleet Street. En 1875, il prend le nom de famille de Lawson en plus et après celui de Levy. Il achète le domaine Hall Barn en 1880. Levy-Lawson est créé baronnet, de Hall Barn dans le comté de Buckingham en 1892, et en 1903, il est élevé à la pairie en tant que baron Burnham (en), de Hall Barn dans la paroisse de Beaconsfield dans le comté de Buckingham. En 1886, il est nommé haut-shérif du Buckinghamshire. 

## Vie privée
La famille de Levy-Lawson est juive. Il épouse Harriette Georgiana Webster, fille de Benjamin Notthingham Webster, à Parish Church, Kennington, Kent, en 1862. Ils ont trois enfants ensemble, Edith, William et Harry Levy-Lawson, 1er vicomte Burnham. Lady Burnham est décédée en 1897. Sa passion pour le tir au faisan lui a valu une relation étroite avec le roi Édouard VII, son fils, le roi George V et son fils le roi Édouard VIII, le roi George lui rendant visite chaque année à son domicile de Hall Barn,,. Le 18 décembre 1913, le prince de Galles lui-même – futur roi Édouard VIII – déclare que lui et son père le roi George ont « abattu plus d'un millier de faisans en six heures - environ un oiseau toutes les 20 secondes. » Au total, 3 937 faisans ont été tués.  
Lord Burnham est décédé le 9 janvier 1916, à l'âge de 82 ans, à Forest Gate, à Londres, et est remplacé dans la baronnie par son fils aîné Harry. Il est enterré à Beaconsfield, Buckinghamshire. 